# 梅津 (烏克蘭)
51°49′36″N 33°3′59″E / 51.82667°N 33.06639°E

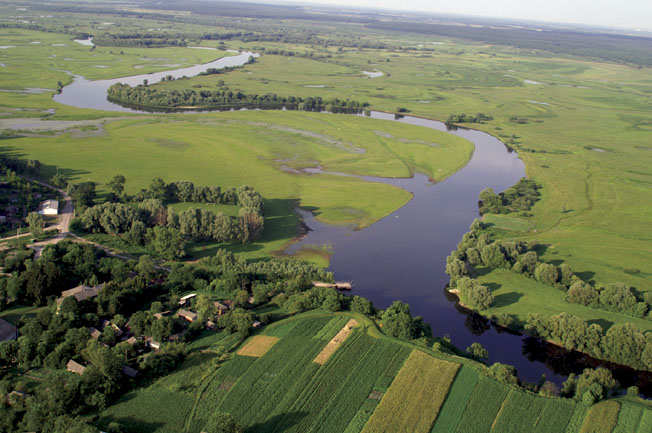
国家自然公园

梅津（烏克蘭語：Мезин），是烏克蘭北部切爾尼希夫州诺夫霍罗德-锡韦尔斯基区波诺尔尼察市镇的村落。始建於1551年，面積3.16平方公里，海拔高度124米，2024年人口156，人口密度每平方公里109.6人。